# Dalhousie-Restigouche-Est
Circonscription électorale provinciale du Canada
Dalhousie—Restigouche-Est était une circonscription électorale provinciale du Nouveau-Brunswick.

## Liste des députés
|  | Carolle de Ste-Croix | Libéral                   | 1995 - 1999 |
|  | Dennis Furlong       | Progressiste-conservateur | 1999 - 2003 |
|  | Donald Arseneault    | Libéral                   | 2003 - 2006 |
|  | Donald Arseneault    | Libéral                   | 2006 - 2010 |
|  | Donald Arseneault    | Libéral                   | 2010 - 2014 |